# CD Cova da Piedade
CD Cova da Piedade, właśc. Clube Desportivo da Cova da Piedade – portugalski klub piłkarski z siedzibą w Cova da Piedade.

## Historia
Klub został założony w 1947. Przed sezonem 2021/2022 nie otrzymał licencji na dalszą grę w drugiej lidze, w wyniku czego został zdegradowany do trzeciej ligi. Nie przystąpił jednak do rozgrywek, gdyż rozwiązano drużynę seniorów.
W swojej historii rozegrał 27 sezonów na poziomie drugiej ligi (w latach 1961–1968, 1971–1975, 1977–1988 oraz 2016–2021).

## Reprezentanci kraju grający w klubie
stan na listopad 2023
|  | - Genséric Kusunga - Yang Liu - Randal Oto’o - Leonel Ucha - Ibraime Cassamá - Rui Dabó - Simão Júnior - Sori Mané - Leocísio Sami - Armandinho |  | - Okey Isima - Thabo Cele - Carlos Coelho - José Dimas - Edinho - António Fonseca - Pedro Espinha - José Moreira - Silas |  | - Fábio Arcanjo - Júnior Monteiro - Vítor Moreno - Márcio Rosa - Alhassane Sylla - Adimar - Luís Leal - Alex Kakuba - Anthony Blondell |